# Route européenne 17
Pour les articles homonymes, voir E17 et Route 17.
Ne doit pas être confondu avec la route européenne 017, située en Russie.
La route européenne 17 (E17) est une route reliant Anvers (Belgique) à Beaune (France) en passant par Lille et Reims.

## Tracé

### Belgique

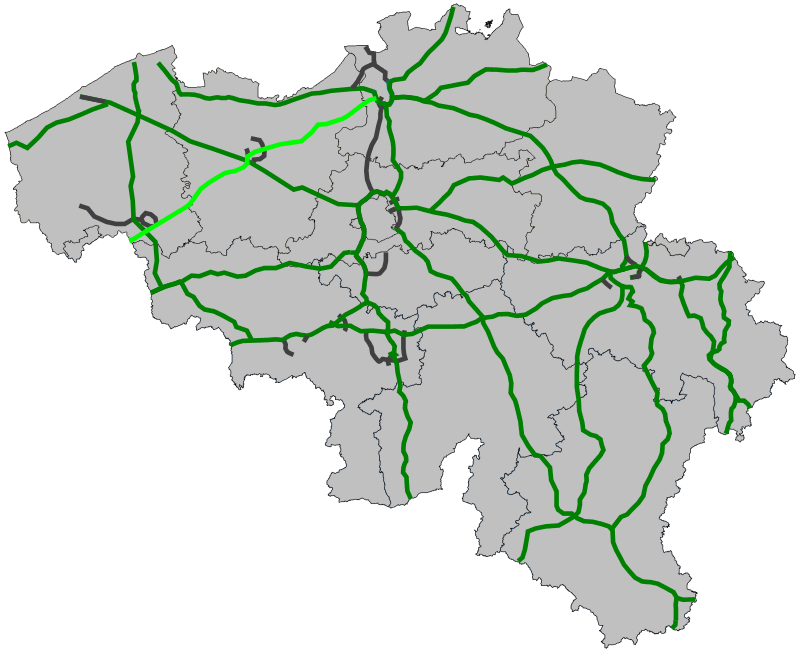
Tracé de l'E17 en Belgique

En Belgique, la route européenne 17 relie Anvers à Rekkem  (frontière française). La section Belge est aussi connu par le nom: 'La Flamande' Elle se confond avec :
| (Auto)route | Tracé                    | Villes traversées | Routes européennes croisées |
| ----------- | ------------------------ | ----------------- | --------------------------- |
|             | Entre Anvers et Mouscron | Gand, Courtrai    | à Anvers à Gand à Courtrai  |

### France
En France, la route européenne 17 relie Tourcoing  à Beaune. La route emprunte les itinéraires suivants :
| (Auto)route | Tracé                                | Villes traversées            | route européennes croisées        |
| ----------- | ------------------------------------ | ---------------------------- | --------------------------------- |
| A 22        | Entre Tourcoing et Lille             | Roubaix                      | près de Villeneuve-d'Ascq         |
| A 1         | Entre Lille et Arras                 |                              | près d'Arras                      |
| A 26        | Entre Arras et Reims                 | Cambrai, Saint-Quentin, Laon | à Cambrai à Saint-Quentin à Reims |
| A 4         | Entre Reims et Châlons-en-Champagne  |                              | Tronc commun                      |
| A 26        | Entre Châlons-en-Champagne et Troyes |                              |                                   |
| A 5         | Entre Troyes et Langres              | Chaumont                     | Tronc commun                      |
| A 31        | Entre Langres et Beaune              | Dijon                        | Tronc commun à Beaune             |

## Galerie

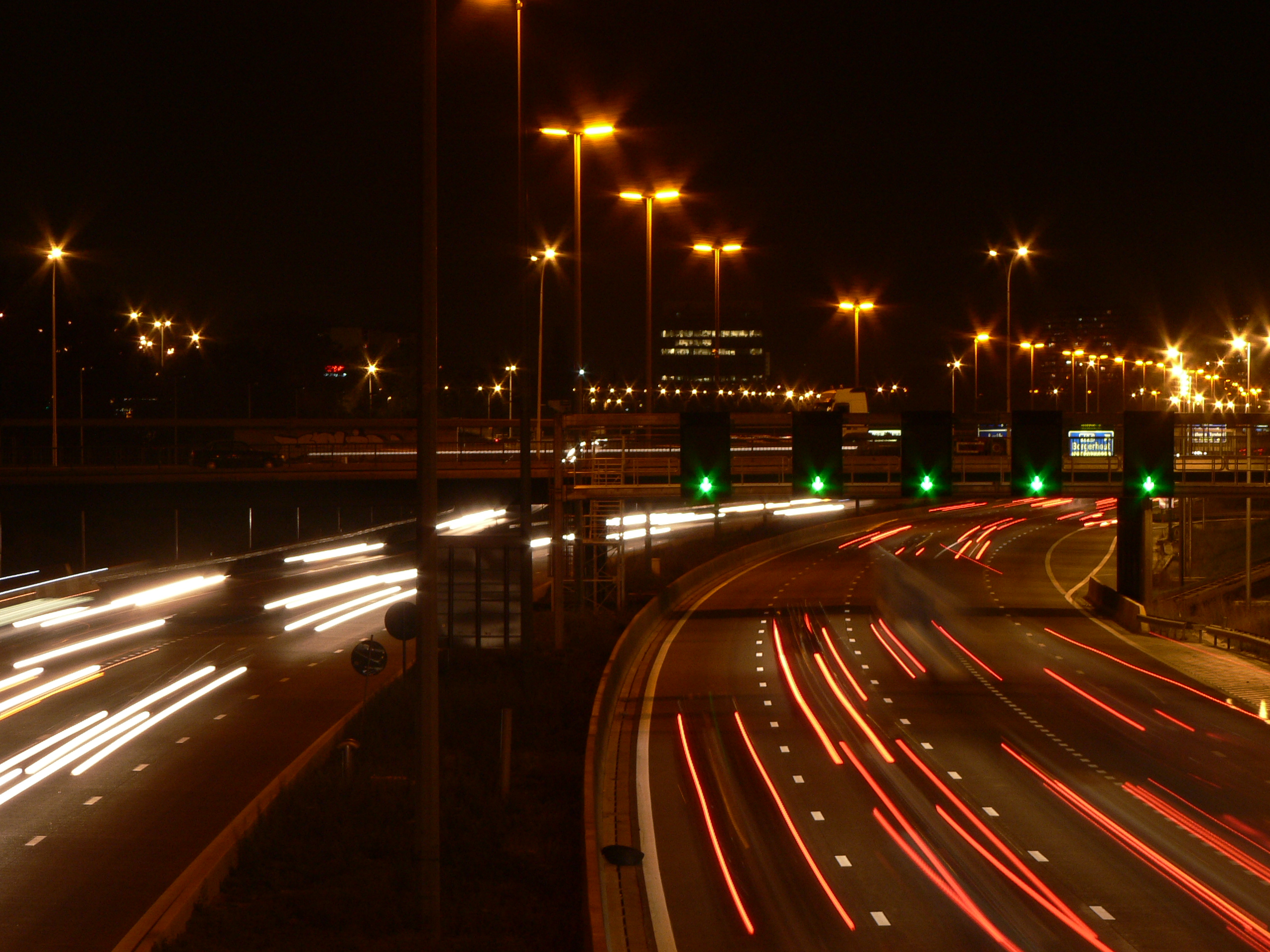
Route européenne 17 de nuit à Anvers
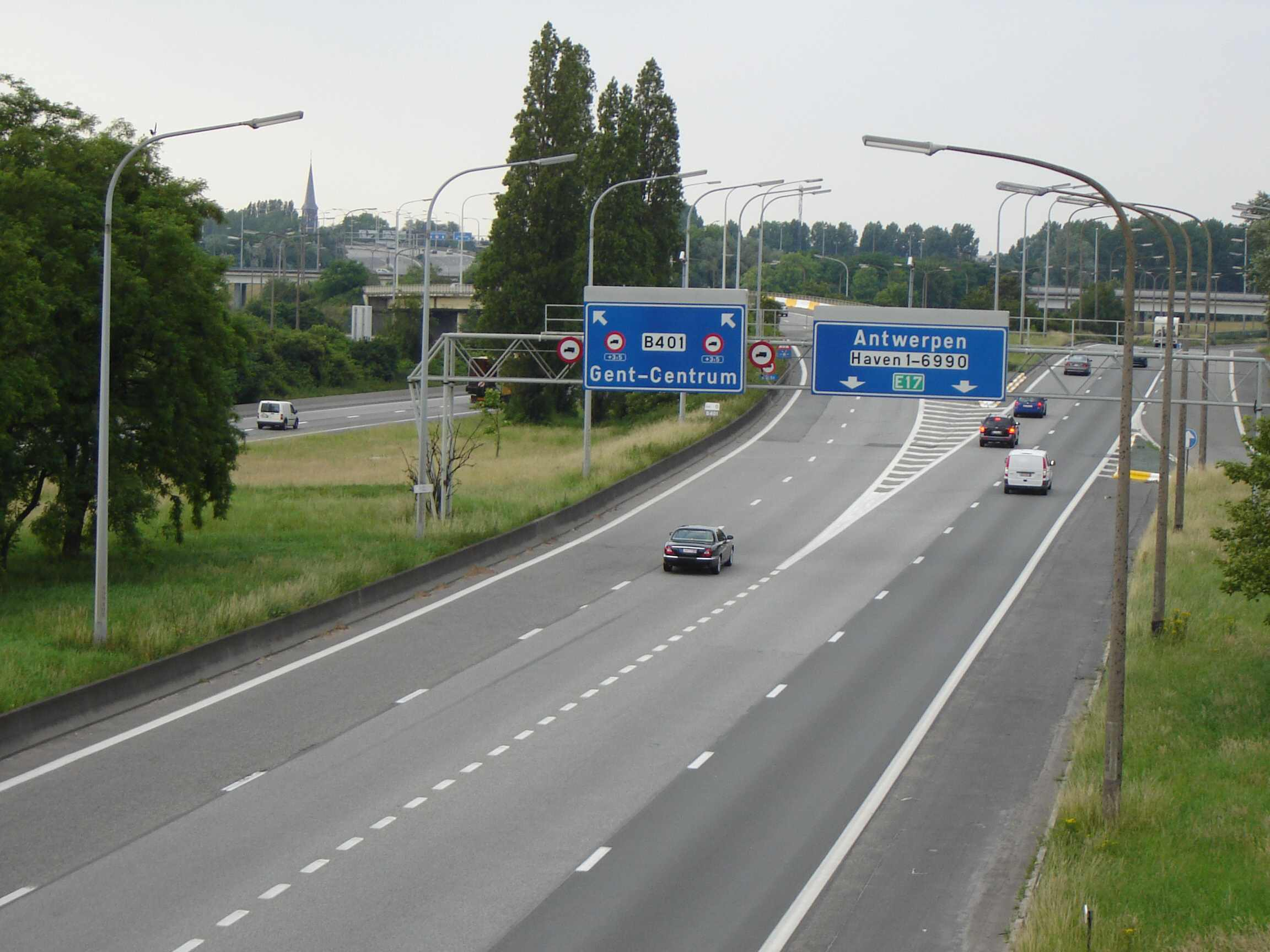
Route européenne 17 traversant Gand
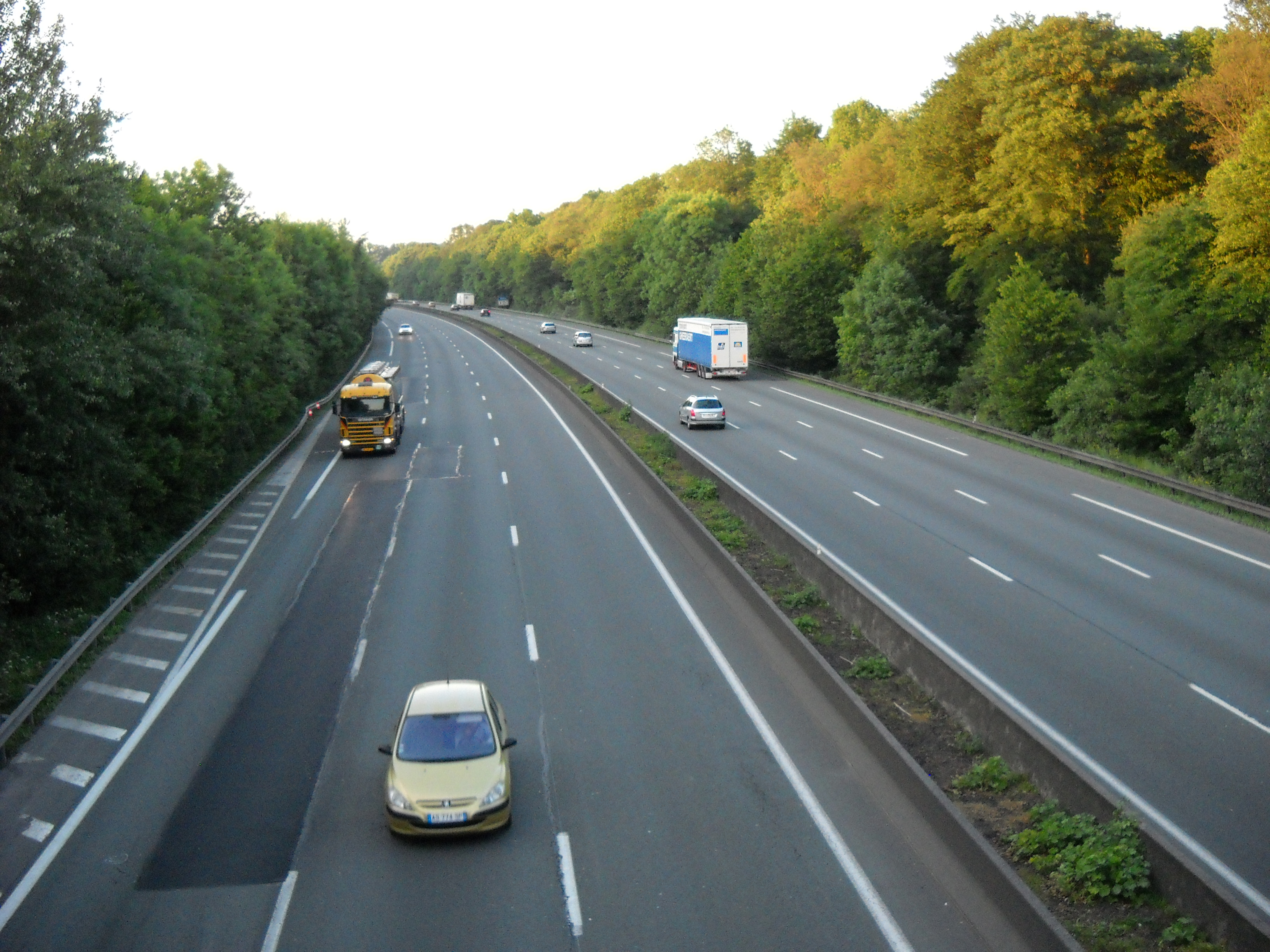
Route européenne 17 près de Phalempin